# Zack Sanchez
Zack Sanchez (Fort Worth, 11 ottobre 1993) è un ex giocatore di football americano statunitense che ha militato nel ruolo di cornerback.

## Biografia

### Carolina Panthers
Al college, Sanchez giocò a football con gli Oklahoma Sooners dal 2012 al 2015. Fu scelto nel corso del quinto giro (141º assoluto) nel Draft NFL 2016 dai Carolina Panthers. Iniziò la stagione nella squadra di allenamento, venendo promosso nel roster attivo il 7 ottobre 2016. Dopo avere disputato cinque partite, di cui una come titolare, il 25 novembre 2016 fu inserito in lista infortunati per un infortunio all'inguine, chiudendo la sua stagione da rookie.